# Зеленгора
Зеленгора је планина у Републици Српској, БиХ, која се налази у склопу Националног парка Сутјеска.

## Географија
Налази се код границе са Црном Гором, а подељена је између 3 општине: Гацко, Калиновик и Фоча. Најпознатија је по великом броју глацијалних језера, од којих су најпознатија Котланичко језеро, Орловачко језеро, Штиринско језеро, Југово језеро, Доње Баре, Горње Баре и др. У централном масиву Зеленгоре, Брегоч (2.014 m) је највиша тачка.
Планина Зеленгора ограничена је са севера јелечким планинама Хусадом и Радомишљом, са северозапада Загорјем, Вучјим брдима и Обљем, са запада, југозапада и југа реком Неретвом, Гредељом, ушћем Јабушнице, Сутјеском, са југоистока и истока кањоном Сутјеске, реком Сутјеском, планином Волујак и Маглић, са североистока Малушом планином и Рудом планином. Цео комплекс Зеленгоре обухвата око 150-160 km² површине.
Зеленгора има богату флору и фауну, посебно у део где се налази прашума Перућица.

## Занимљивости
- За време Другог светског рата, 10. јуна 1942. године на планини је основана Четврта пролетерска црногорска бригада.
- Такође се на планини, 12. и 13. маја 1945. године одиграла Битка на Зеленгори између четника и партизана.

## Туризам
Једна од најлепших планина Босне и Херцеговине привлачи велики број људи, како из региона тако и из држава западне Европе, жељних одмора и лагане рекреације, и на њеним пропланцима се почињу одржавати разне манифестације које промовишу чист ваздух и богату разноликост биљног и животињског царства Зеленгоре. Једна од тих манифестација су Дани боровнице а такође је популарна и планинарска акција "Језера Зеленгоре", у оквиру које се организују туре до њених 6 језера.